# Lilian Harrison
Lilian Gemma Harrison (Quilmes, 8 de febrero de 1904 - Olivos, 11 de enero de 1993) fue una nadadora argentina, la primera persona en cruzar a nado el Río de la Plata, el más ancho del mundo, el 22 de diciembre de 1923 y recordista mundial femenina de permanencia en el agua. Fue precursora de la difusión de la natación en Sudamérica.

## Biografía
Lilian Harrison nació en Quilmes el 8 de febrero de 1904, en el seno de una familia de inmigrantes británicos. A los 8 años, se trasladó a Inglaterra para educarse en Hertfordshire donde aprendió a nadar. Regresó a Argentina en 1920, cuando tenía 16 años, comenzando a nadar en el Club Náutico San Isidro, bajo la dirección técnica de Gunther Weber, con quien comenzó a preparar el cruce del Río de la Plata, contando también con el apoyo de Vito Dumas, Romero Maciel, Enrique Tiraboschi, entre otros.

## Récord mundial

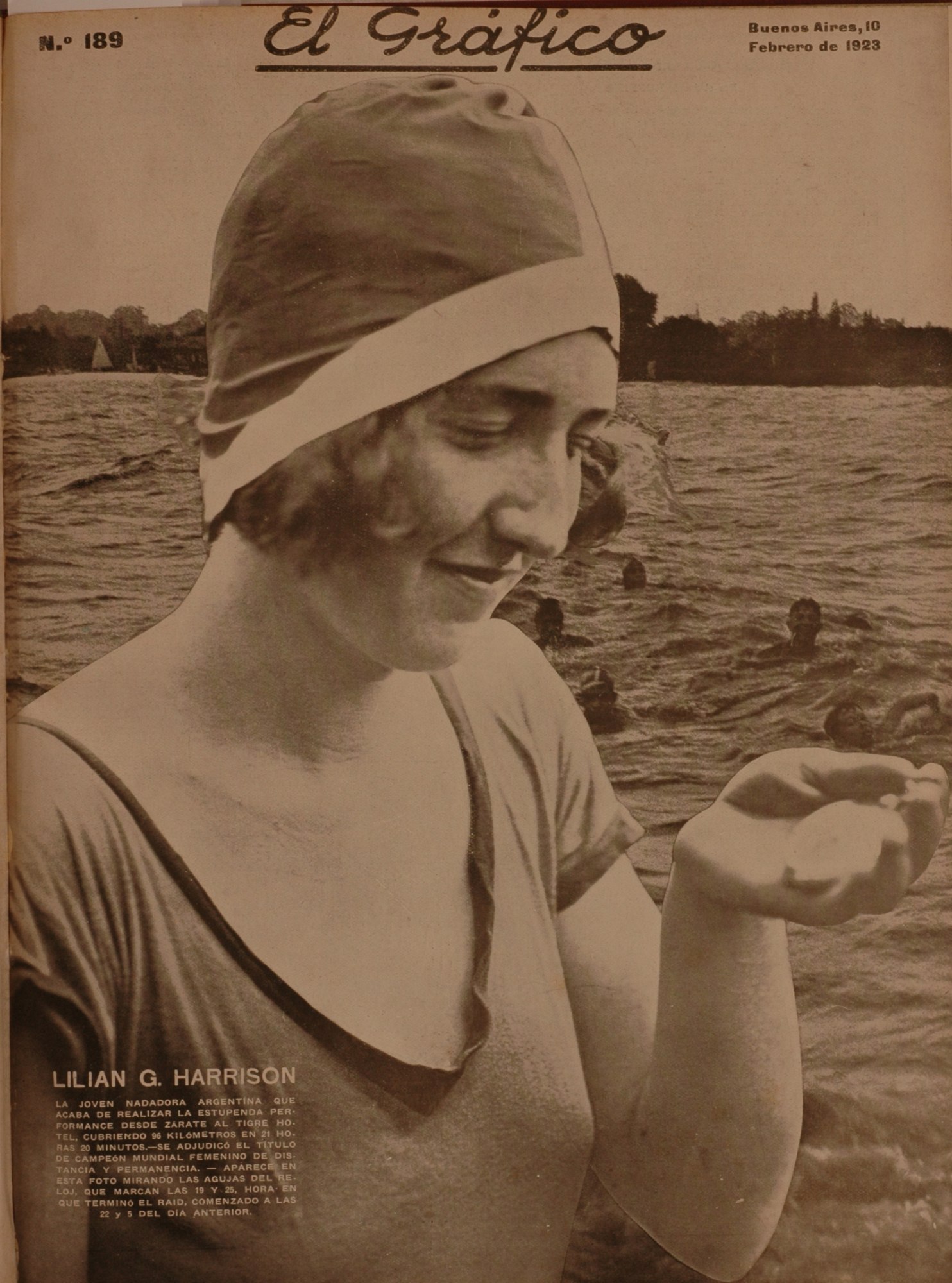
Lilian Harrison en la tapa de la revista El Gráfico del 10 de febrero de 1923.

Su primera prueba de gran alcance fue el 4 de febrero de 1923, el raid Zárate-Tigre, por el Río Paraná de 67 kilómetros, estableciendo un récord mundial femenino de permanencia en el agua de 21 horas, 20 minutos. El récord sería superado poco después por Anita Gutbrod, quien entre el 13 y el 14 de marzo de 1923 nadó durante 22 horas y 47 minutos.

## Primer cruce del Río de la Plata

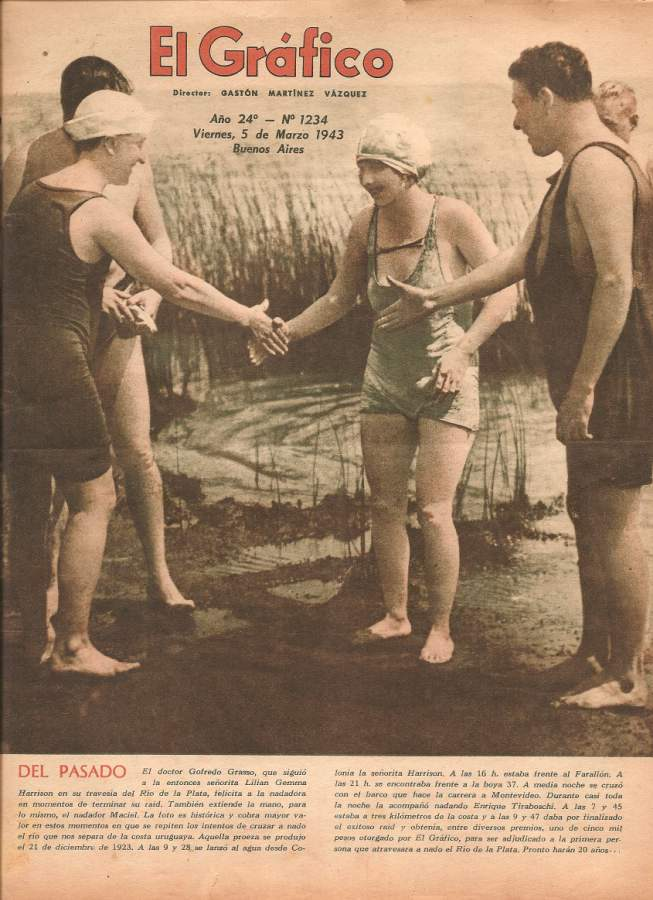
Lilian Harrison, llega a Punta Lara, 22 de diciembre de 1923; Tapa de El Gráfico.

En 1923 encaró el cruce del Río de la Plata. Hasta ese momento se habían realizado nueve intentos, por parte de los nadadores Enrique Tiraboschi, Luis Garramendy, Elio Pérez, Romero Maciel y Vito Dumas, todos incompletos. Dumas, había sido quien más tiempo resistió en el agua (25 horas, 17 minutos), mientras que Maciel fue el que mayor distancia cubrió, abandonando a solo 3 km de Berazategui, su punto de llegada.
Lilian Harrison comenzó el cruce el 21 de diciembre de 1923 en el puerto uruguayo de Colonia a las 9:28 de la mañana. En el primer tramo fue acompañada por los nadadores Caracciolo (argentino criado en Uruguay) y Graneri (uruguayo), debiendo luchar durante tres horas para que la corriente no los regresara a la costa uruguaya. Luego tomó hacia el sur, acompañada de Tiraboschi y Wernotri. 
A las 15:30 tomó un jugo de naranjas, a las 17 un café y a las 18:30 un terrón de azúcar. Al llegar la noche, el equipo tomó conciencia que no habían previsto llevar reflectores, error que pudo costar el intento y que fue parcialmente compensado por la luz de la luna. 
Desde la 1 hasta las 4 de la mañana nadó sola. A las 4:30 se percibió la costa argentina desde las naves que la acompañaban. En ese momento estuvo a punto de abandonar, debido a que se encontraba extenuada, pero logró proseguir al recibir la noticia de que se encontraba a 5 kilómetros de la meta. 
Llegó a la costa argentina a las 9:47 de la mañana del día siguiente, en la Playa Colorada, cercana a la localidad de Punta Lara, luego de permanecer en el agua durante 24 horas y 19 minutos y haber recorrido 48 kilómetros.

Lo primero que se me ocurrió pensar fue en aquel uruguayo que había comentado de mi locura un día antes.
Lilian Harrison (1973)

## El Canal de la Mancha

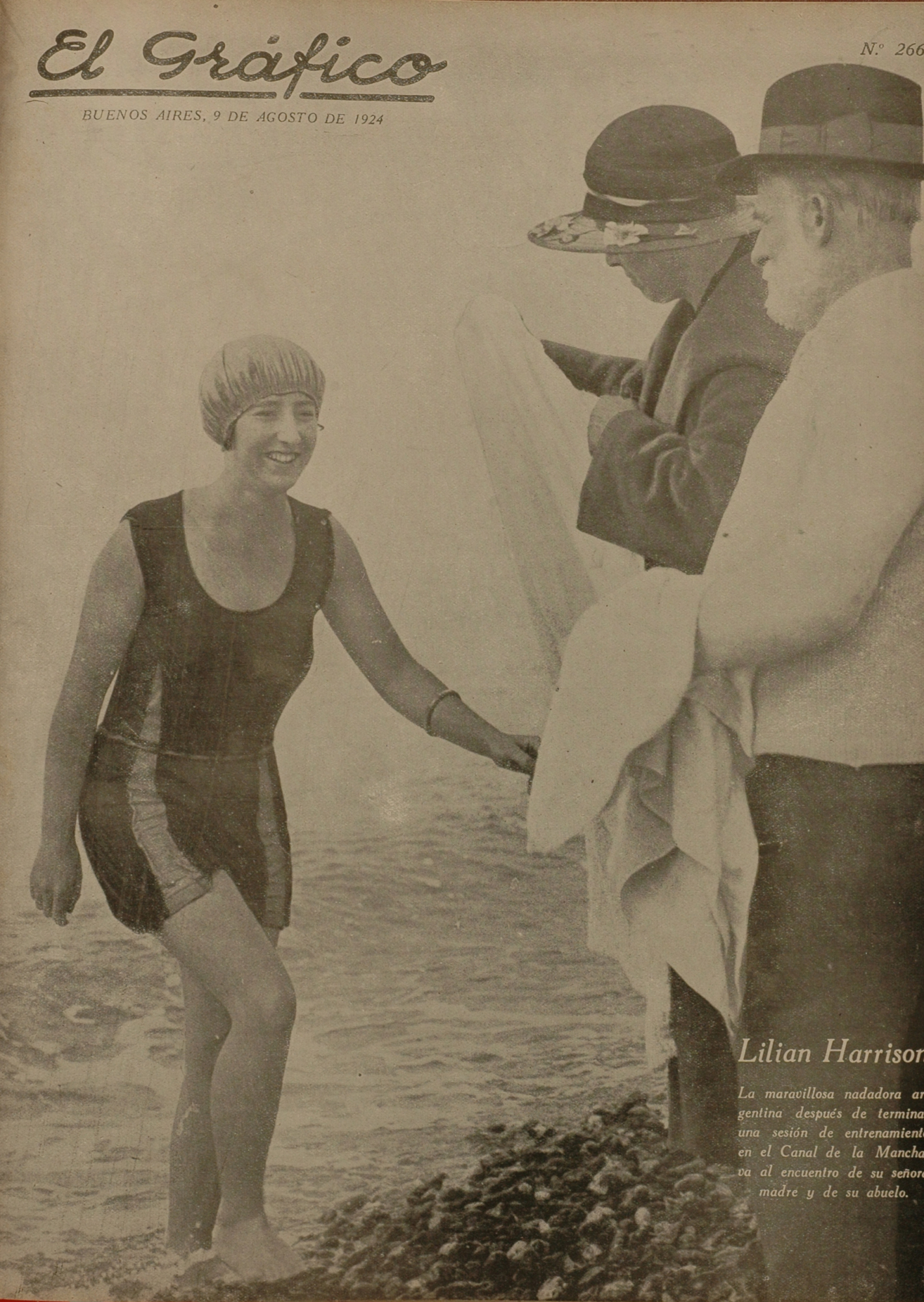
Harrison entrenando en el Canal de la Mancha, 1924.

En 1924 intentó cruzar en cuatro oportunidades, sin lograrlo, el Canal de la Mancha, habiendo estado cerca de ahogarse en el último intento.

## El Río Sena
El 1 de agosto de 1925 participó en la Maratón de la Ciudad de París, que se realizaba a lo largo de 400 kilómetros por el Río Sena. Lilian Harrison fue la única mujer entre doce nadadores, arribando en cuarto lugar.

## Vida privada
En 1926 se casó y dejó la natación de alto rendimiento. Tuvo una hija, Sheila Clark y seis nietos.

## Premios y honores
Por el cruce del Río de la Plata, fue condecorada por el ministro de Marina en presencia del presidente Marcelo Torcuato de Alvear y la primera dama y homenajeada por el gobernador Cantilo durante una celebración en Quilmes, su ciudad natal.
Por el cruce del Río de la Plata, también recibió el premio de 5,000 pesos que la revista El Gráfico había establecido para la primera persona que cruzara el Río de la Plata.
Por su trayectoria en la natación maratónica, fue iniciada en la "International Marathon Swimming Hall of Fame" en 1973.

## 20 años pasaron hasta el segundo cruce de una mujer del Río de la Plata
La proeza de Lilian Harrison al cruzar el Río de la Plata en 1923 fue recién repetida por una mujer 20 años más tarde, cuando Lita Tiraboschi se convirtió en la segunda mujer en cruzar a nado el Río de la Plata, de Colonia a Punta Lara, el 22 de marzo de 1943. Luego, cruzaron Claudia Fernandez en 1998, Noelia Petti en 2014 y Pilar Geijo en 2018.

## Natación y arte
El cruce del Río de la Plata de Lilian Harrison fue rememorado en la premiada obra Crol, un recital teatral de Verónica Schneck que se estrenó en 2015.